# Гаджиева, Сакинат Шихамедовна
Сакинат Шихамедовна Гаджиева (15 октября 1914 год Башлыкент Дагестанской области — 22 декабря 2003 год) — советский и российский этнограф, доктор исторических наук, профессор, заслуженный деятель науки РСФСР (1971) и Дагестанской АССР.

## Биография
В 1928 году она поступила в педагогический техникум Буйнакска, а позднее перевелась в Дербент и окончила учёбу в 1931 году. Затем работала учительницей, в 1940 году завершила учёбу в Дагестанском педагогическом институте и была назначена сначала директором СШ Каякентского района, а затем инспектором Министерства просвещения ДАССР. В течение нескольких лет Сакинат Шихахмедовна возглавляла Государственный женский педагогический институт. В 1949 году она поступила в аспирантуру Института этнографии им. Миклухо-Маклая (г. Москва), где её научным руководителем был известный учёный — кавказовед, доктор исторических наук М. О. Косвен.. Завершив обучение в аспирантуре и успешно защитив кандидатскую диссертацию в 1952 году, Сакинат Шихахмедовна стала сотрудником Института истории, языка и литературы им. Г. Цадасы Дагфилиала АН СССР. 

### Научная деятельность
В 1958 году возглавила отдел археологии и этнографии этого института. В 1972 году после выделения из его структуры отдела археологии она осталась заведующей отделом этнографии, которым руководила до 1986 года. Именно под её руководством отдел этнографии вырос в крупное научное подразделение, разрабатывающее актуальные проблемы этнологии Дагестана и Кавказа. Сакинат Гаджиева — крупный организатор науки. С 1981 года под её руководством разрабатывалась большая коллективная тема «Малочисленные народы Дагестана: историко-этнографические исследования». Ею написаны 120 научных трудов, из них 22 монографии, в которых выявлены высокий уровень традиционной культуры народов Дагестана, параллели отдельных элементов в быту народов Дагестана, Кавказа и Передней Азии. Помимо плодотворной научно-исследовательской деятельности, Сакинат Шихахмедовна активно участвовала в общественной жизни республики. Она избиралась в Советы народных депутатов различных уровней, была членом Советского комитета тюркологов, Советского комитета солидарности стран Азии и Африки, членом Президиума Дагестанского общества «Знание» и других общественных организаций.

### Признание
Заслуженной оценкой многолетнего плодотворного труда Сакинат Шихахмедовны в отечественной науке стало присуждение ей почётных званий «Заслуженный деятель науки ДАССР» (1965) и «Заслуженный деятель науки Российской Федерации» (1971)

## Работы
- «Кумыки» (два издания — 1961 и 2002 гг.),
- «Материальная культура кумыков»,
- «Материальная культура ногайцев»,
- «Очерки истории семьи и брака у ногайцев»,
- «Дагестанские терекеменцы»,
- «Дагестанские азербайджанцы»,
- «Формирование и развитие новой обрядности в Дагестане»,
- «Аталычество и побратимство в Дагестане»,
- «Традиционный земледельческий календарь и календарные обряды кумыков»,
- «Женщины Советского Дагестана» (в соавт.),
- «Дагестанская семья сегодня» (в соавт.),
- «Семья и семейный быт народов Дагестана»,
- «Материальная культура даргинцев» (в соавт.),
- «Семья и брак у народов Дагестана»,
- «Старинный земледельческий календарь народов Дагестана» (в соавт.),
- «Одежда народов Дагестана: XIX — начало XX в.»,
- «Одежда народов Дагестана: Историко-этнографический атлас» (в соавт.)[3].

## Награды
- Орден «Знак Почёта» (1975)
- Дружбы народов (1993)
- «Отличник народного просвещения» (1948).
- Медали и грамоты Президиума Верховного Совета ДАССР.

### Комментарии
1. ↑  Встречаются варианты отчества Шихаметовна и Шихахмедовна.

### Сноски
1. ↑  Bibliothèque nationale de France Record #144178653 // BnF catalogue général (фр.) — Paris: BNF.
2. ↑  Bibliothèque nationale de France Autorités BnF (фр.): платформа открытых данных — 2011.
3. 1 2  Кумыкский мир | Персона. Дата обращения: 4 декабря 2012. Архивировано 2 мая 2012 года.
4. ↑  Гаджиева Сакинат Шихаметовна / Знаменитые люди / СКФО (Северо-Кавказский федеральный округ). Дата обращения: 4 декабря 2012. Архивировано 22 мая 2012 года.
5. ↑  Первый дагестанский этнограф — Газета «Дагестанская правда»